# 塔夫利街

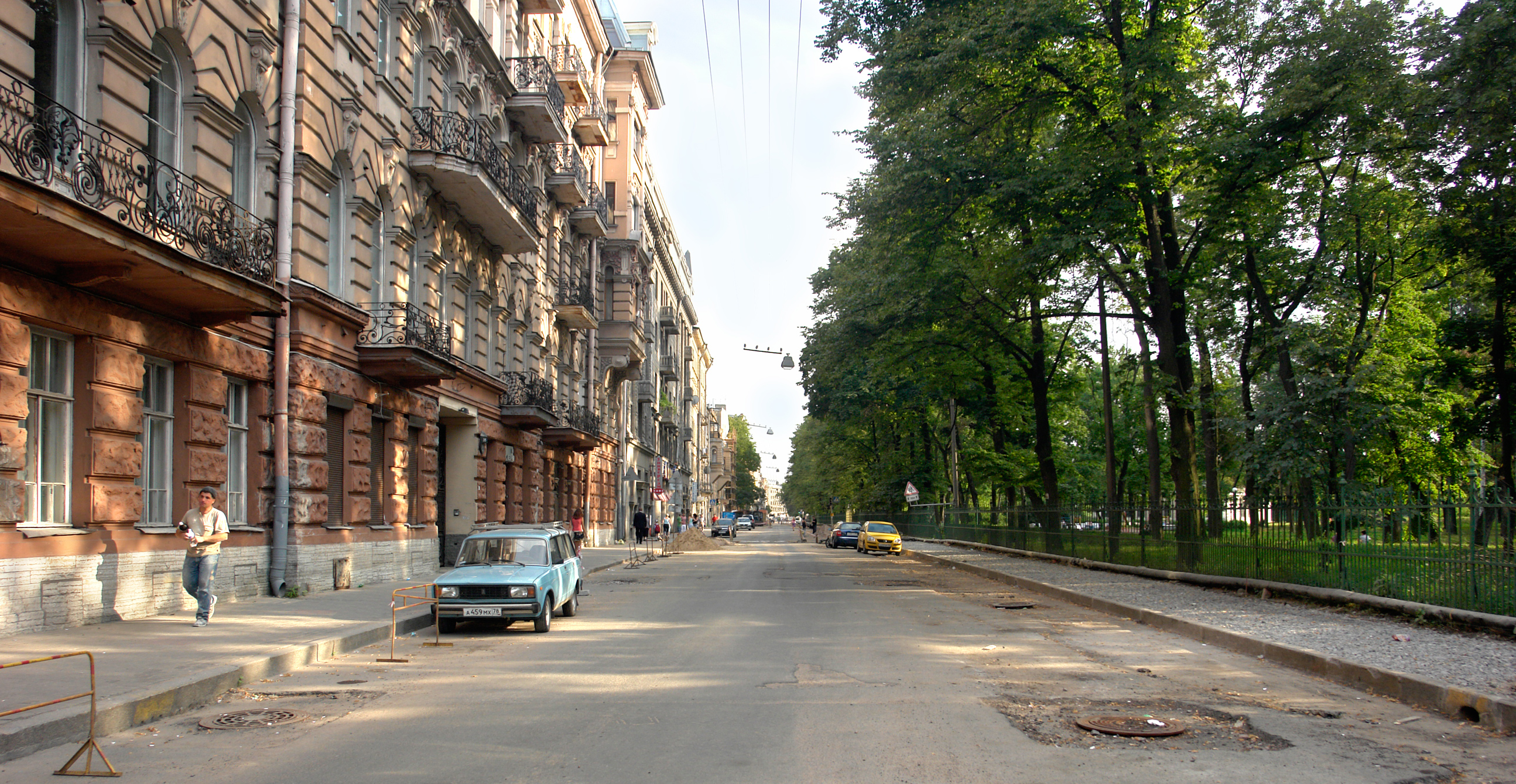
塔夫利街

塔夫利街（羅馬化：Tavricheskaya ulitsa）是圣彼得堡的一条街道，开始于苏沃罗夫斯基大道（Суворовский проспект），止于斯帕勒街（Шпалерная улица）。

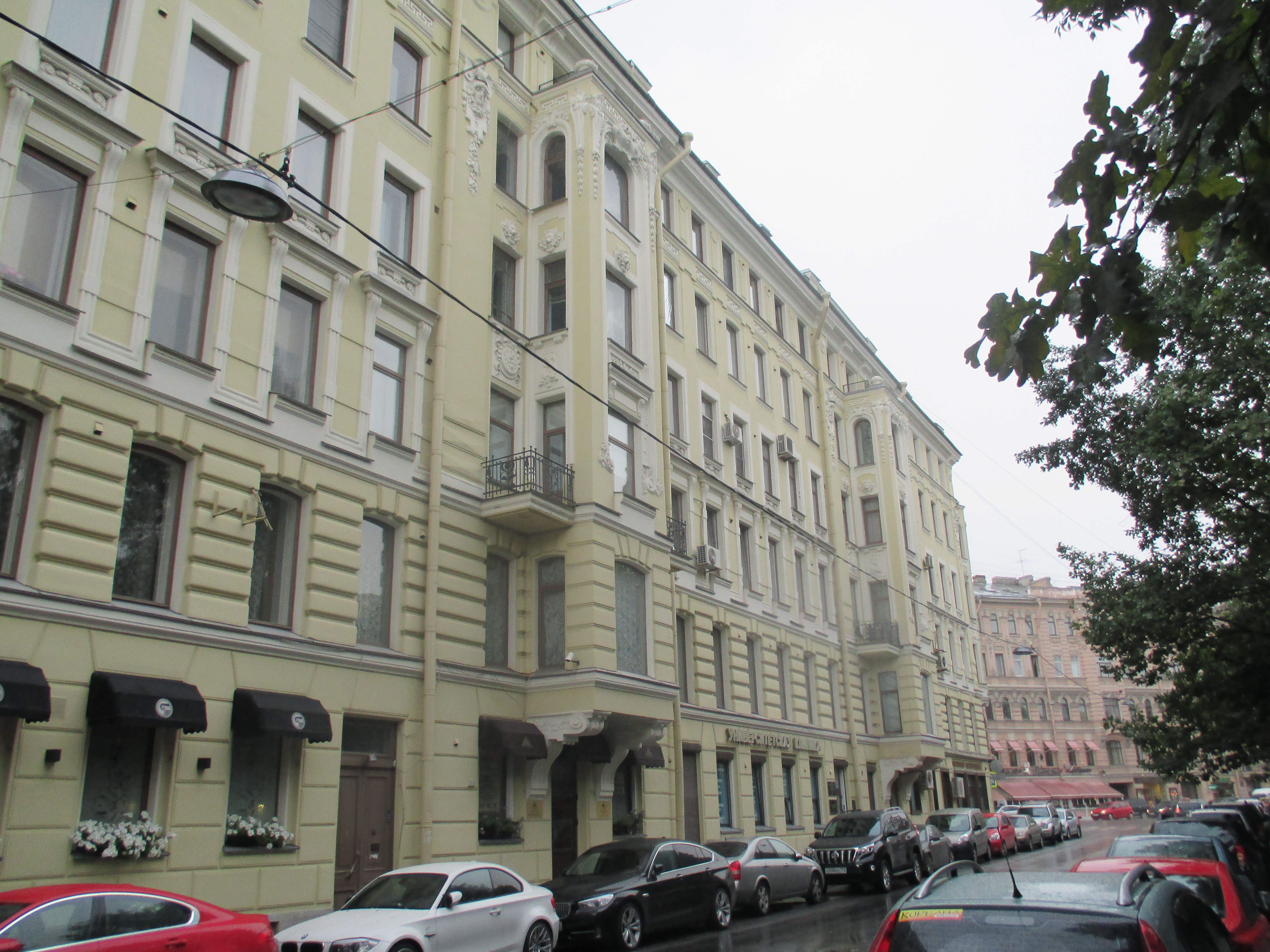
塔夫利街

## 历史
它开辟于18世纪中叶。从1821年到1859年名为花园街（Садовая улица）。目前的名称塔夫利街命名于1859年，得名于塔夫利花园。1918年，为纪念革命运动成员安东·斯卢茨克，更名为斯卢茨克街（улица Слуцкого）。1944年恢复原名。

## 建筑
奇怪的一面建于20世纪初：
- 3、5、7、11、17号建筑建于1909年—1915年，建筑师亚历山大·谢尔盖耶维奇·克雷诺夫[1]
- 8号 — 原部长楼塔夫利宫 (从1906年至1907年, 建筑师亚历山大·伊万诺维奇·冯·高更
- 35号 (1903年—1904年,建筑师米哈伊尔·尼古拉耶维奇·孔德拉季耶夫。有一个圆形的窗台，顶部有一个圆顶塔。1905年到1913年，诗人和哲学家维亚切斯拉夫·伊万诺夫住在顶楼的公寓里（伊万诺夫塔楼），诗人和艺术家曾聚集于此。从1906年至1908年，该建筑设有一所艺术学校。

2007年6月，圣彼得堡复兴公司不顾禁令，拆除了塔夫利街41号及斯帕勒街60号历史建筑，但未遭到任何处罚。

## 交通
最近的地铁站是基洛夫－維堡線的切爾尼舍夫斯基站。

## 交汇道路
塔夫利街与以下街道、街道和小巷相交或接壤：
- 苏沃罗夫斯基大道（Суворовский проспект）
- 黑尔巷（Заячий переулок）
- 基斯特街（Кирочная улица）
- 马林斯基通道（Мариинский проезд）
- 特维尔斯卡亚街（Тверская улица）
- 斯帕莱街（Шпалерная улица）

## 著名居民
- 3号:弗拉基米尔·津济诺夫（Владимир Михайлович Зензинов）
- 15号:叶卡捷琳娜·德米特里耶夫娜·库什科娃（Екатерина Дмитриевна Кускова）
- 35号：阿列克谢·尼古拉耶维奇·托尔斯泰 （Алексей Николаевич Толстой）
- 37号：列夫·达维多维奇·托洛茨基 （Лев Давидович Троцкий）